# 馬蒂亞斯·加拉斯

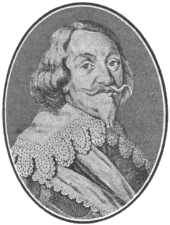
馬蒂亞斯·加拉斯

盧塞拉公爵和坎波伯爵馬蒂亞斯·加拉斯（德語：Matthias Gallas, Graf von Campo und Herzog von Lucera，1588年10月17日–1647年4月25日）是三十年戰爭中哈布斯堡的職業軍人。他在戰爭的前半段為天主教聯盟服務，在曼圖亚王位繼承戰爭中脫穎而出，並成為阿爾布雷希特·馮·華倫斯坦的將軍之一。在皇帝對華倫斯坦的罷免和杀害之後，加拉斯在1634年至1647年間三度成為帝國軍隊的代理最高指揮官，但他從未擔任過大元帅的職務。
他是讷德林根1634年勝利的主要指挥者，但他隨後的戰役不太成功。在對法國發動無效攻勢後，他成功地結束了瑞典對薩克森的進攻，並於1637年將他們趕回波羅的海沿岸。由於無法消滅他們或在滿目瘡痍的波美拉尼亞維持自己的部隊，加拉斯於1638年帶著他萎縮的軍隊撤退。由於無法阻止瑞典人隨後的進攻，他第一次失去了指揮權。
1643年被召回以阻止很快撤退到攻擊丹麥的连納特·托斯滕森，加拉斯奉命跟隨他並支持丹麥人。這以加拉斯最災難性的戰役告終，在這場戰役中，他被瑞典人擊敗並包圍，瑞典人在1644年末切斷了他的補給。幾乎失去了他的整個軍隊，他再次被解除指揮權，只是回到建議和支持利奧波德·威廉大公保衛埃爾布蘭德對抗瑞典。1647年，他再次取代大公成為最高統帥，但在多年病重後不久就去世了。